# Piast
Piast je legendární postava z polské historie, bájný zakladatel dynastie polských vládců Piastovců.

## Legenda
O Piastovi se dozvídáme z kroniky Gesta principum Polonorum (česky Činy polských knížat, případně Kronika a činy polských knížat a vládců) od Galla Anonyma (dílo z roku 1115).
Piast byl prý oráč v hnězdenském podhradí. Kronika vypráví příběh o nečekané návštěvě Piasta dvěma cizinci, kteří se předtím marně snažili o přijetí u knížete Popiela I. Zeptali se ho, zda se smí připojit k Piastově rodině na oslavu 7. narozenin Piastova syna, Siemovíta (slaví se tzv. postřižiny - pohanský rituál pro mladé chlapce). Tito cizinci byli ve skutečnosti dva andělé. Po přijetí k oslavě předpověděli Piastovi skvělou budoucnost. Piast byl pak zvolen knížetem (podle jiné verze až jeho syn). Kníže Popiel I., který anděly nepřijal, byl podle legendy sežrán myšmi.
Podle polských legend vládli po Piastovi jeho synové Siemovít , Lestek (někdy psán jako Leszek) a Siemomysł (Leszkův syn).

## Skutečnost
Pokud by Piast opravdu existoval, byl by prapradědečkem knížete Meška I. (kolem 930 - 92), prvního historického vládce Polska.

## Rodina
- otec – Chościsko (polsky Chościsko)
- žena – Řepicha (polsky Rzepicha, Rzepcha, Rzepka)
- synové – Siemovít (polsky Siemowit) a Lešek (polsky Leszek)